# 方格河口螺
方格河口螺（学名：Iravadia quadrasi），是中腹足目河口螺科河口螺属的一种。主要分布于中国大陆、台湾，常栖息在河口潮间带。